# Municipio de Knezhá
El municipio de Knezhá (búlgaro: Община Кнежа) es un municipio búlgaro perteneciente a la provincia de Pleven.
En 2011 tenía 13 803 habitantes, el 80,63% búlgaros y el 6,87% gitanos. Tres cuartas partes de la población del municipio viven en la capital municipal Knezhá.
Se ubica en el oeste de la provincia, en el límite con la provincia de Vratsa.

## Localidades
| Localidad | Cirílico | Población (diciembre de 2009) |
| --------- | -------- | ----------------------------- |
| Knezhá    | Кнежа    | 11 191                        |
| Brenitsa  | Бреница  | 2039                          |
| Énitsa    | Еница    | 1098                          |
| Lázarovo  | Лазарово | 511                           |
| Total     |          | 14 839                        |